# Cúp cờ vua thế giới
Cúp cờ vua thế giới là tên gọi một số giải đấu cờ vua khác nhau. Thể thức và ý nghĩa của các giải đấu này thay đổi theo thời gian.

## Lịch sử
Trong hai năm 1988–89, Hiệp hội các đại kiện tướng (GMA) tổ chức một chuỗi 6 giải đấu quy tụ các kỳ thủ hàng đầu thời gian đó, có tên Cúp cờ vua thế giới, định dạng tương tự như Grand Prix hiện nay, với giải thưởng riêng cho từng giải và chung cho cả chuỗi 6 giải đấu.
Vào các năm 2000 và 2002, Liên đoàn cờ vua thế giới tổ chức các giải đấu mang tên Cúp cờ vua thế giới thứ nhất và thứ hai. Hai giải đấu này riêng biệt, không nằm trong hệ thống Giải vô địch cờ vua thế giới. Cả hai giải đấu này chức vô địch đều thuộc về Viswanathan Anand. 2000 and 2002 events.
Từ năm 2005, một giải đấu cùng tên nhưng khác thể thức nằm trong hệ thống Giải vô địch cờ vua thế giới. Giải đấu được tổ chức hai năm một lần, gồm 128 kỳ thủ thi đấu theo thể thức loại trực tiếp, cùng thể thức với các giải trước đó như Tilburg trong khoảng thời gian 1992-94, hoặc các Giải vô địch cờ vua thế giới FIDE trong giai đoạn 1998–2004.
Các giải đấu năm 2005, 2007, 2009 và 2011 được tổ chức ở Khanty-Mansiysk. Sau đó FIDE quyết định đơn vị đăng cai Olympiad cờ vua năm sau sẽ tổ chức luôn Cúp cờ vua thế giới vào năm trước.
Các Cúp cờ vua thế giới từ 2005 lấy một số lượng kỳ thủ nhất định vào Giải cờ vua chọn ứng viên của Giải vô địch cờ vua thế giới tiếp theo. Con số cụ thể của từng giải được trình bày ở bảng bên dưới. Hiện tại hai kỳ thủ vào chung kết giành quyền vào Giải cờ vua chọn ứng viên.

## Thể thức
Thể thức hiện tại gồm 128 kỳ thủ đánh loại trực tiếp 7 vòng đấu. Mỗi trận đấu gồm 2 ván tiêu chuẩn, riêng chung kết là 4 ván tiêu chuẩn; nếu hoà sẽ là các ván cờ nhanh và chớp phân định thắng thua.

## Các nhà vô địch
| Năm  | Ngày          | Chủ nhà                | Kỳ thủ | Suất | Vô địch           | Á quân              | Hạng ba                                   | Hạng tư                                   |
| ---- | ------------- | ---------------------- | ------ | ---- | ----------------- | ------------------- | ----------------------------------------- | ----------------------------------------- |
| 2000 | 1–13.9        | Thẩm Dương, Trung Quốc | 24     | –    | Viswanathan Anand | Evgeny Bareev       | Boris Gelfand Gilberto Milos              | Boris Gelfand Gilberto Milos              |
| 2002 | 9–22.10       | Hyderabad, Ấn Độ       | 24     | –    | Viswanathan Anand | Rustam Kasimdzhanov | Alexander Beliavsky Alexey Dreev          | Alexander Beliavsky Alexey Dreev          |
| 2005 | 27.11 – 17.12 | Khanty-Mansiysk, Nga   | 128    | 10   | Levon Aronian     | Ruslan Ponomariov   | Étienne Bacrot                            | Alexander Grischuk                        |
| 2007 | 24.11 – 16.12 | Khanty-Mansiysk, Nga   | 128    | 1    | Gata Kamsky       | Alexei Shirov       | Magnus Carlsen Sergey Karjakin            | Magnus Carlsen Sergey Karjakin            |
| 2009 | 20.11 – 14.12 | Khanty-Mansiysk, Nga   | 128    | 1    | Boris Gelfand     | Ruslan Ponomariov   | Sergey Karjakin Vladimir Malakhov         | Sergey Karjakin Vladimir Malakhov         |
| 2011 | 26.8 – 21.9   | Khanty-Mansiysk, Nga   | 128    | 3    | Peter Svidler     | Alexander Grischuk  | Vassily Ivanchuk                          | Ruslan Ponomariov                         |
| 2013 | 10.8 – 4.9    | Tromsø, Na Uy          | 128    | 2    | Vladimir Kramnik  | Dmitry Andreikin    | Maxime Vachier-Lagrave Evgeny Tomashevsky | Maxime Vachier-Lagrave Evgeny Tomashevsky |
| 2015 | 10.9 – 5.10   | Baku, Azerbaijan       | 128    | 2    | Sergey Karjakin   | Peter Svidler       | Pavel Eljanov Anish Giri                  | Pavel Eljanov Anish Giri                  |
| 2017 | 1–25.9        | Batumi/Tbilisi, Gruzia | 128    | 2    | Levon Aronian     | Đinh Lập Nhân       | Maxime Vachier-Lagrave Wesley So          | Maxime Vachier-Lagrave Wesley So          |